# Ben Coleman (baloncestista)
Benjamin "Ben" Coleman III (Minneapolis, Minnesota; 14 de noviembre de 1961-Ibidem, 6 de enero de 2019)  fue un jugador de baloncesto estadounidense que jugó cinco temporadas en la NBA, además de hacerlo en la liga ACB, la liga italiana y la CBA. Con 2,05 metros de estatura, lo hacía en la posición de ala-pívot.

## Trayectoria deportiva

### Universidad
Jugó sus dos primeras temporadas de universitario con los Golden Gophers de la Universidad de Minnesota, donde tuvo pocos minutos de juego, promediando 5,1 puntos y 3,1 rebotes por partido. Fue transferido en 1981 a los Terrapins de la Universidad de Maryland, donde, tras pasar el preceptivo año sin jugar por las normas de la NCAA, promedió 15,1 puntos, 8,2 rebotes y 1,4 asistencias por partido en las dos temporadas que jugó. Lideró a su equipo durante los dos años en rebotes, porcentaje de tiros de campo y tapones, y también en anotación en el último curso. Fue incluido los dos años en el segundo mejor quinteto de la Atlantic Coast Conference.

### Profesional
Fue elegido en la trigésimo séptima posición del Draft de la NBA de 1984 por Chicago Bulls, pero al no encontrar hueco en el equipo ficha por el Stefanel Trieste de la liga italiana. Allí juega durante dos temporadas, promediando 23,8 puntos y 10,9 rebotes por partido. Tras su primera temporada, sus derechos, junto con los de Ken Johnson fueron traspasados a Portland Trail Blazers a cambio de los de Mike Smrek, pero es despedido por el equipo, regresando a Trieste.
En 1986 ficha como agente libre por New Jersey Nets, donde disputa 68 partidos, 7 de ellos como titular, promediando 6,6 puntos y 4,2 rebotes. consigue 3 doble-doble a lo largo de la temporada, con una mejor actuación ante Philadelphia 76ers, en la que logra 15 puntos, 18 rebotes y 2 tapones saliendo desde el banquillo. al año siguiente consigue más minutos de juego, elevando sus estadísticas hasta los 11,0 puntos y 6,4 rebotes por partido, pero en el mes de enero es traspasado a los Sixers junto con Mike Gminski a cambio de Roy Hinson, Tim McCormick y una futura ronda del draft.
En los Sixers actúa como suplente de Cliff Robinson, pero poco a poco va perdiendo protagonismo, viendo como en la temporada siguiente apenas permaneció en cancha 12 minutos por partido. Tras ser despedido antes del comienzo de la temporada 1989-90, firma dos semanas después por los Milwaukee Bucks. Allí promedia 5,7 puntos y 4,0 rebotes por partido, hasta que en el mes de febrero cae lesionado, perdiéndose el resto de la temporada. Tras no ser renovado, decide continuar su carrera en el baloncesto europeo, fichando por el Elosúa León sustituyendo a Joe Wallace. Allí juega 25 partidos, en los que promedia 19,4 puntos y 10,2 rebotes.
Al año siguiente ficha por el FC Barcelona, donde reemplaza temporalmente a un Audie Norris lesionado. Disputa 16 partidos con la camiseta azulgrana, promediando 13,8 puntos y 9,3 rebotes. En 1992 se ve sin equipo hasta el mes de diciembre, donde sustituye a Greg Wiltjer en el Argal Huesca, donde juega 11 partidos hasta caer lesionado, en los que promedia 12,0 puntos y 7,6 rebotes.
Regresa a su país, jugando una temporada en los Rapid City Thrillers de la CBA, interrumpida por un contrato de diez días que firma con Detroit Pistons, en el que sería su último contacto con la NBA. Juega 9 partidos, promediando 3,1 puntos y 2,9 rebotes. Tras finalizar contrato vuelve a Italia, fichando por el Burghy Roma, donde entra por Shelton Jones, jugando los últimos 10 partidos del campeonato, promediando 22,1 puntos y 9,3 rebotes.
En 1994 ficha por el Panapesca Montecatini, donde juega hasta ser cortado en el mes de enero del año siguiente. Regresa a su país, donde jugaría una última temporada en la CBA, en los Sioux Falls Skyforce y posteriormente en los Omaha Racers, retirándose en 1997.

## Estadísticas de su carrera en la NBA

### Temporada regular
| Año     | Equipo       | PJ  | PT | MPP  | %TC  | %3P  | %TL  | RPP | APP | ROB | TPP | PPP  |
| ------- | ------------ | --- | -- | ---- | ---- | ---- | ---- | --- | --- | --- | --- | ---- |
| 1986–87 | New Jersey   | 68  | 7  | 15.1 | .581 | .000 | .727 | 4.2 | .5  | .5  | .5  | 6.6  |
| 1987–88 | New Jersey   | 27  | 10 | 24.3 | .483 | .000 | .774 | 6.4 | 1.4 | 1.0 | .6  | 11.0 |
| 1987–88 | Philadelphia | 43  | 14 | 19.6 | .516 | .000 | .752 | 4.1 | .5  | .3  | .6  | 6.9  |
| 1988–89 | Philadelphia | 58  | 11 | 12.1 | .485 | .000 | .792 | 3.1 | .3  | .2  | .3  | 5.1  |
| 1989–90 | Milwaukee    | 22  | 0  | 13.9 | .474 | .000 | .829 | 4.0 | .5  | .3  | .3  | 5.7  |
| 1993–94 | Detroit      | 9   | 0  | 8.6  | .480 | .000 | .500 | 2.9 | .0  | .2  | .2  | 3.1  |
| Total   | Total        | 227 | 42 | 15.9 | .516 | .000 | .759 | 4.1 | .6  | .4  | .4  | 6.6  |

### Playoffs
| Año   | Equipo       | PJ | PT | MPP | %TC  | %3P  | %TL   | RPP | APP | ROB | TPP | PPP |
| ----- | ------------ | -- | -- | --- | ---- | ---- | ----- | --- | --- | --- | --- | --- |
| 1989  | Philadelphia | 3  | 0  | 7.7 | .750 | .000 | 1.000 | 1.7 | .0  | .3  | .0  | 4.7 |
| Total | Total        | 3  | 0  | 7.7 | .750 | .000 | 1.000 | 1.7 | .0  | .3  | .0  | 4.7 |